# Pettigrew's Girl
Pettigrew's Girl er en amerikansk stumfilm fra 1919 af George Melford.

## Medvirkende
- Ethel Clayton som Daisy Heath
- Monte Blue som William Pettigrew
- Jim Mason som Jiggers Botley
- Charles K. Gerrard som Hugh Varick
- Clara Whipple som Piggy